# Loxophlebia discifera
Loxophlebia discifera là một loài bướm đêm thuộc phân họ Arctiinae, họ Erebidae.